# Austinella
Austinella là một chi rêu trong họ Dicranaceae.